# Gračanička
La rue Gračanička (en serbe cyrillique : Грачаничка), est une rue de Belgrade, la capitale de la Serbie, située dans la municipalité urbaine de Stari grad.

## Parcours
La rue Gračanička commence à partir de la rue Francuska, au pied du parc de Kalemegdan. Elle s'oriente vers le sud-ouest, croise la rue Rajićeva (sur la gauche) et traverse ensuite la rue Kralja Petra, croise les rues Nikole Spasića (à droite) et Ivan Begova (à droite) puis, toujours en direction du sud-ouest, elle aboutit au carrefour des rues Cara Lazara et Vuka Karadžića.

## Architecture
La maison ancienne à Varoš kapija a été construite à la fin du XVIIIe siècle ; en raison de son importance architecturale, elle figure sur la liste des monuments culturels de grande importance de la république de Serbie et sur la liste des biens culturels protégés de la ville de Belgrade.
La maison de Dimitrije Živadinović, située au n° 16, a été construite en 1904 d'après les plans de l'architecte Milan Antonović ; elle est inscrite sur la liste des biens culturels de la ville de Belgrade. La maison de Milan A. Pavlović, construite en 1912 selon des plans de l'architecte Nikola Nestorović, figure elle aussi sur la liste des biens culturels de la ville de Belgrade